# Sphecodina caudata
Sphecodina caudata är en fjärilsart som beskrevs av Bremer och William Grey. Sphecodina caudata ingår i släktet Sphecodina och familjen svärmare. Inga underarter finns listade i Catalogue of Life.